# أليس بيرين
أليس بيرين (بالإنجليزية: Alice Perrin) (1867 في الهند - 1934)؛ روائية بريطانية.